# Griet Vanryckegem
Griet Vanryckegem (Menen, 16 december 1973) is een Belgisch Vlaams-nationalistisch politica voor de N-VA.

## Biografie
Vanryckegem was van 1996 tot 2024 leerkracht Nederlands en geschiedenis aan het Sint-Aloysiuscollege in Menen.
Als Vlaamsgezind militant werd ze politiek actief voor de N-VA. Voor deze partij werd ze in oktober 2012 verkozen tot gemeenteraadslid van Menen. Van januari 2013 tot december 2024 was Vanryckegem er schepen van Cultuur, Onderwijs, Erfgoed, Bibliotheek en Kerkfabrieken. Na de gemeenteraadsverkiezingen van oktober 2024 belandde ze op de oppositiebanken en werd ze N-VA-fractievoorzitter in de gemeenteraad.
Bij de Vlaamse verkiezingen van 9 juni 2024 werd Vanryckegem voor de kieskring West-Vlaanderen verkozen in het Vlaams Parlement. Ze werd er lid van de commissie Onderwijs en plaatsvervanger in de commissie Cultuur, Jeugd, Sport en Media. Daarnaast werd ze delegatievoorzitter in de Interparlementaire Commissie voor de Nederlandse Taalunie. Sinds december 2024 zetelt ze eveneens als deelstaatsenator in de Senaat.